# Rama colateral

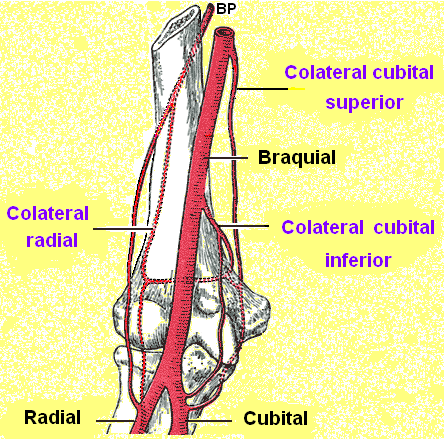
Sistema de colaterales de la arteria Braquial: colateral radial, colateral cubital superior y colateral cubital inferior

Rama colateral,  en Medicina y Biología, se denomina a la rama lateral de pequeño calibre de un vaso o un nervio.

## Vaso colateral
Un ramo colateral es la parte colateral de un tallo principal, especialmente de vasos sanguíneos, nervios o vasos linfáticos.
Un ejemplo de ramos colaterales son los vasos arteriales del brazo. La arteria principal es la  braquial, en tanto sus colaterales de menor diámetro son la arteria colateral radial, la arteria colateral cubital superior y la arteria colateral cubital inferior.